# Календер Наум Борисович
Календер Наум Борисович (нар. 8 жовтня 1921, Махачкала, РРФСР — пом. 26 січня 1982, Рівне, СРСР) — радянський військовик, полковник, начальник військ зв'язку 13-ї загальновійськової армії (1965–1974). Ветеран радянсько-фінської та німецько-радянської воєн. Кавалер Ордена Червоної Зірки. За національністю — єврей.

## Життєпис
Наум Календер народився у Махачкалі в родині робітника. У 1939 році з відзнакою закінчив Харківське військове училище зв'язку. З грудня того ж року розпочав офіцерську службу на посаді командира взводу 346-го окремого батальйону зв'язку, що входив до складу 13-ї загальновійськової армії, яка була задіяна у бойових операціях радянсько-фінської війни.
По завершенню війни продовжив службу в Закавказькому військовому окрузі на посаді командира радіовзводу школи молодшого начальницького складу. Під час німецько-радянської війни служив у військах Закавказького фронту та виконував обов'язки начальника штабу 531-го окремого батальйону зв'язку 55-го укріпрайону та помічника начальника відділу укріпрайонів штабу фронту зі зв'язку. У цьому ж підрозділі, але вже на посаді командира 531-го батальйону зв'язку, продовжив служити і після завершення бойових дій.
З лютого 1948 року — начальник штабу 446-го окремого лінійного батальйону зв'язку 8-ї гвардійської армії групи Радянських військ в Німеччині.
У квітні 1950 року отримав призначення на посаду начальника штабу 991-го окремого батальйону зв'язку 1-го стрілецького корпусу Туркестанського військового округу. У 1951 році нагороджений Почесною грамотою Президії Верховної Ради Туркменської РСР.
З серпня 1954 по листопад 1957 року навчався на командному факультеті військової академії зв'язку ім. С. М. Будьонного в Ленінграді. По закінченню навчання відкомандирований до розташування 13-ї загальновійськовій армії Прикарпатського військового округу. До червня 1963 року служив на посаді старшого офіцера з радіо, згодом був підвищений до заступника начальника військ зв'язку армії. З 1965 по 1974 рік — начальник військ зв'язку 13-ї загальновійськової армії. Звільнений у запас згідно з наказом Міністра оборони СРСР № 037 від 16 січня 1974 року.
З червня 1974 року і аж до самої смерті працював начальником штабу Цивільної оборони Рівненського заводу тракторних агрегатів.
Помер Наум Календер 26 січня 1982 року. Похований у Рівному.

## Нагороди та відзнаки
- Орден Червоної Зірки
- Медаль «За бойові заслуги» (21 лютого 1944) — за зразкове виконання бойових задач командування на фронті боротьби з німецькими загарбниками та проявлені при цьому звитягу та мужність[1]
- Медаль «За бойові заслуги»
- Медаль «За оборону Кавказу»
- Медаль «За перемогу над Німеччиною у Великій Вітчизняній війні 1941—1945 рр.»
- Медаль «30 років Радянській Армії та Флоту»
- Медаль «40 років Збройних Сил СРСР»
- Медаль «За бездоганну службу» (СРСР) I ст.
- Почесна грамота Президії Верховної Ради Туркменської РСР (1951)
- Нагрудний знак «Почесний радист СРСР»